# ابتناء

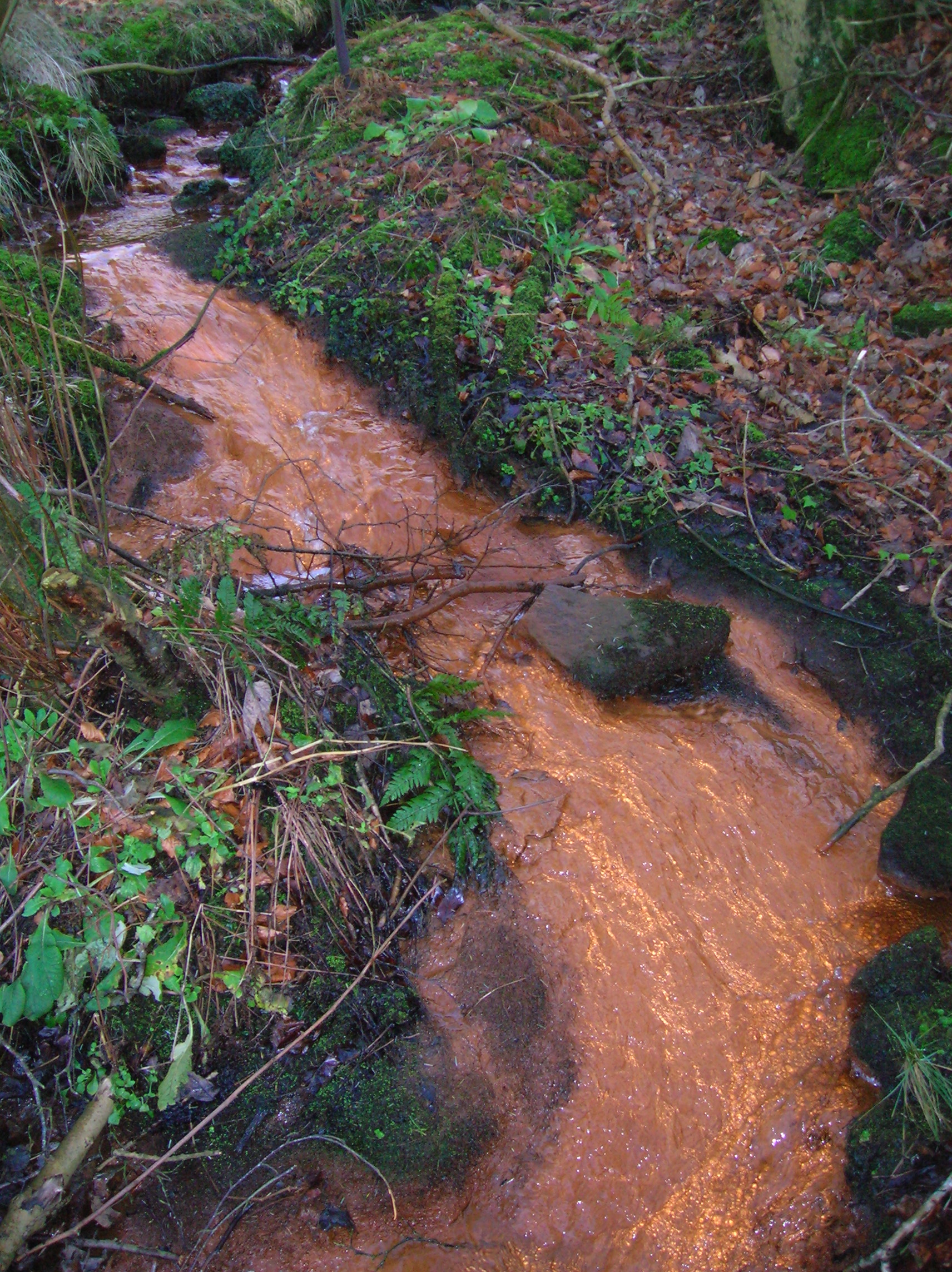

البناء أو  الابتناء أو الأيض البنائي هو استخدام الجزيئات البسيطة الناتجة من عملية الهدم كنواة لبناء مواد أكثر تعقيدًا سواء كانت بروتينية أو أحماض نووية من خلال سلسلة من التفاعلات وذلك لبناء الأنسجة وتستهُلك الطاقة في تلك التفاعلات.
وهذه عادة ما تكون لدى الأطفال بدرجة كبيرة إلى أن يتجاوزوا مرحلة ما بعد سن المراهقة. ولدى بلوغهم سن العشرين يخف نمو العضلات والعظام وهذا لا بنطبق لى الناس كلهم؛ فمنهم من لا يحتاج لأن يحرك كوب شاي وذلك لأن عملية البناء والدم عنده لا زالت كما كانت وهو في سن الخامسة من عمره؛ بيد أن التغيير يطرأ فقط على قوة عصبه؛ فهو يزداد قوة كل يوم.
ولكن البعض الآخر يلجأ إلى ممارسة الألعاب الرياضية بمختلف أنواعها وذلك للمحافظة على كيان بنيتهم الصحية.
والغدد بمختلف أنواعها يتم التحكم بها عن طريق الذبذبات الدماغية. فهو عامل نفسي عصبي إلى حد كبير ولكن هذه المرحلة تحتاج إلى راحة ذهنية عالية. لذلك يلجأ معظم الناس إلى غش أنفسهم باستخدام المواد الكيميائية لتخفيف أوزانهم بدون الحاجة إلى التمارين الصحية الملازمة للراحة النفسية.

## اقرأ أيضًا
- تضخم العضلات
- عملية الهدم (التقويض)
- هدم الكربوهيدرات
- هدم البروتين